# Conseil national de sécurité (Belgique)
Pour les articles homonymes, voir Conseil de sécurité nationale.
Ne doit pas être confondu avec Comité de concertation.
Le Conseil national de sécurité est un organe créé par le gouvernement belge pour définir les grandes lignes politiques à suivre par les services de renseignement.
Il se réunit généralement lors d'évènements extraordinaires pouvant concerner la sécurité du pays, comme lors des attentats du 22 mars 2016 ou lors de l'offensive turque en Syrie en octobre 2019 pour savoir s'il y avait lieu de rapatrier des djihadistes belges.
Il a également été activé par l'ancienne Première ministre Sophie Wilmès pour décider des mesures de confinement lors de la première vague de la pandémie de Covid-19.
Le CNS est, à ce jour, toujours actif dans le cadre de la réglementation sanitaire lié à la crise du Covid-19, le conseil est présidé par Alexander De Croo depuis le 1er octobre 2020. En dehors des phases de crise, les décisions sont cependant plutôt prises en Comité de concertation.

## Composition
Présidé par le Premier ministre, il se compose des vice-premiers ministres, des ministres ayant dans leurs attributions la Justice, la Défense nationale, l'Intérieur et les Affaires étrangères, ainsi que de représentants de la justice et des services de renseignement.
Selon les dossiers examinés, d'autres représentants peuvent être invités, par exemple, des experts ou des membres d'entités fédérées

## Réunions
Sa première réunion a eu lieu le 9 février 2015.

### Réunions à la suite des attaques terroristes du 13 novembre 2015 à Paris
Deuxième réunion le 14 novembre 2015. Relevant le niveau OCAM de 2 à 3 sur une échelle de 4.
À l’initiative du Premier ministre Charles Michel, le Conseil National de Sécurité se réunit le 19 novembre 2015 à 17h jusqu’à 19h40. Aucune déclaration lors de cette réunion.
Nouvelle réunion le samedi 21 novembre 2015 à 9 h. Le niveau d'alerte terroriste OCAM est de 4 sur 4 à Bruxelles et de 3 sur 4 dans le reste du pays.

### Réunions à la suite des attaques terroristes du 22 mars 2016 à Bruxelles
Une réunion s'est tenu le 23 mars 2016 concernant l'attentat du 22 mars 2016 à Bruxelles.
Le CNS se réunit le vendredi 29 avril 2016 afin d'évaluer la situation sur la menace terroriste pour l'ensemble du pays.

#### Autres réunions
Un Conseil de sécurité s'est réuni le 15 juillet 2016 matin autour du Premier ministre Charles Michel à la suite de l'attaque du jeudi 14 juillet 2016 soir sur la Promenade des Anglais à Nice en France. Le niveau 3 reste maintenu par l'OCAM.
Le CNS se réunit le 16 octobre 2019 à midi pour évoquer la situation en Syrie. Les rapatriements ne sont pas prévu.

### Réunions face à la pandémie de Covid-19
14 réunions ont eu lieu entre mars et août 2020 sur la pandémie de Covid-19 :
- 12 mars 2020 - Première réunion concernant le Covid-19. Arrêt des cours scolaires.
- 17 mars 2020 - Lors de cette réunion, le confinement fut imposé en Belgique initialement jusqu'au 5 avril.
- 27 mars 2020 - Les mesures de confinement sont prolongées jusqu’au 19 avril 2020.
- 15 avril 2020 - Le confinement est prolongé jusqu'au 3 mai[14].
- 24 avril 2020 - Annonce du plan de déconfinement avec la phase 1A le 4 mai 2020[15],[16]. Le port du masque est obligatoire dans les transports en commun.
- 06 mai 2020 - Annonce des mesures pour la phase 1B du déconfinement le 11 mai 2020[17].
- 13 mai 2020 - Lors de cette réunion, les mesures sont prises pour la phase 2 du déconfinement le 18 mai 2020[18].
- 03 juin 2020 -  Validation du passage en phase 3 du plan de déconfinement, à partir du 8 juin 2020. Il est possible d’avoir des contacts plus rapprochés avec 10 personnes différentes par semaine en plus du foyer (bulle sociale)[19].
- 24 juin 2020 - Lancement de la phase 4 du déconfinement à partir du 1er juillet 2020. La règle de la bulle social passe de 10 à 15 personnes différentes par semaine[20].
- 15 juillet 2020 - Recrudescence de l’épidémie, la phase 5 de déconfinement ne sera pas déclenché. Les contacts personnels (bulle sociale) sont toujours limités à 15 par semaine[21].
- 23 juillet 2020 - Le port du masque et le listing des clients est obligatoire à partir de ce samedi 25 juillet dans les établissements Horeca[22],[23].
- 27 juillet 2020 - Des mesures strictes sont prises à la suite de l'augmentation des contaminations dans le pays (principalement à Anvers). À partir de mercredi 29 juillet, la bulle sociale passera à 5 personnes, toujours les mêmes, pour les quatre semaines suivantes – et ce, pour un foyer tout entier et non plus par personne. Mise en place à partir du 1er août d'un formulaire d'identification "Passenger Locator Form" à remplir pour toutes les personnes arrivant sur le territoire belge après un séjour à l’étranger de plus de 48h, qui permet de savoir où le voyageur s’est rendu[24].
- 20 août 2020 - Malgré la baisse des nouvelles contaminations, la bulle de 5 reste pendant un mois de plus. Tous les élèves pourront donc reprendre l’école, tous niveaux d’enseignement confondus, sur base du « code jaune » établi par les communautés. En général, les mesures sont assouplies[25],[26].
- 23 septembre 2020 - Lancement de la stratégie de gestion des risques : responsabilisation des citoyens. Dès le 1er octobre, le masque ne sera plus obligatoire à l’extérieur, sauf dans les lieux extrêmement fréquentés où les distances de sécurité ne peuvent pas être respectées (déterminés par les autorités locales) et dans les lieux couverts bien déterminés comme dans les transports en commun, les magasins ou les cinémas, par exemple, peu importe leur niveau de fréquentation. Le télétravail reste recommandé. Il n’y a désormais plus de limite quant au nombre de personnes pour faire ses courses/shopping. L’application mobile "Coronalert" sera lancée le 30 septembre[27].

#### Critiques et remise en cause de la démocratie
Certains participants comme Rudi Vervoort se sont interrogés sur la représentativité du Conseil national de sécurité au cours de la crise du coronavirus, pendant laquelle aucun des groupes d'experts invités n'était représenté par un francophone.
Pour le CRISP, la consultation du Conseil national de sécurité, même élargi aux entités fédérées, pour prendre des mesures affectant les libertés de tous les citoyens ne garantit pas suffisamment la séparation des pouvoirs définie dans la Constitution.